# Heinrich Bauer (Fußballspieler)
Heinrich Bauer (* 11. Juni 1935) ist ein ehemaliger deutscher Fußballspieler. Der überwiegend als Außenläufer im damals angewandten WM-System eingesetzte Spieler hat für den 1. FC Kaiserslautern  von 1956 bis 1963 in der Fußball-Oberliga Südwest insgesamt 174 Ligaspiele absolviert und 48 Tore erzielt. In den Jahren 1957 und 1963 gewann er mit dem FCK die Meisterschaft im Südwesten und lief in sieben Begegnungen in der Endrunde um die deutsche Fußballmeisterschaft auf. Er stand 1961 mit Kaiserslautern im DFB-Pokalfinale.

## Karriere
Heinrich Bauer stammt aus Fehrbach, einem Stadtteil von Pirmasens. Bei den blau-weißen des dortigen FKP, wo auch schon sein Vater gespielt hatte, begann er mit dem Fußball. In der Saison 1955/56 kam er zu zwei Einsätzen (1 Tor) in der Oberliga Südwest. Es wird zwar in der Statistik über die Oberliga-Spielzeit 1954/55 ein namensgleicher Spieler Heinrich Bauer beim FCK mit zwei Spielen aufgeführt, in der Chronik von Bold ist er aber mit dem Zusatz „Henner“ versehen. Bei dem Oberligaspieler Heinrich Bauer ab der Saison 1956/57 beim FCK, ist dagegen immer der Zusatz „Heini“ angebracht.
In seiner ersten Runde auf dem Betzenberg, 1956/57, gelang ihm an der Seite der 1954er-Weltmeister Fritz Walter, Ottmar Walter, Horst Eckel, Werner Kohlmeyer und Werner Liebrich der Gewinn der Südwestmeisterschaft. In 22 Ligaspielen hatte der Mann aus Pirmasens sechs Tore erzielt. Er hatte sich damit gegenüber den weiteren Neuzugängen Gerhard Miksa (18-2), Friedel Späth (16-8) und Norbert Wodarzik (13-6) auf Anhieb in die Stammformation gespielt. Er wurde eine feste Größe im Team der Pfälzer, das in den späten Fünfzigern und frühen Sechzigern jedoch nicht mehr dominierend in der Oberliga Südwest war. Am 2. und 16. Juni 1957 kam „Heini“ Bauer zu seinen ersten zwei Einsätzen in der Endrunde um die deutsche Meisterschaft: Am 2. Juni debütierte er bei einem 14:1-Kantersieg im Wuppertaler Stadion am Zoo vor 42.000 Zuschauern gegen Hertha BSC in der Läuferreihe mit Horst Eckel und Werner Liebrich. Im zweiten Spiel verlor er mit dem Südwestmeister mit 1:4 in Augsburg gegen Kickers Offenbach. Vor der Endrunde war er mit dem FCK vom 1. Mai an auf einer dreiwöchigen USA-Tournee mit Spielen in New York, St. Louis, Chicago, Detroit und Philadelphia unterwegs gewesen. In der Hinrunde war er am 6. Oktober 1956 im Leipziger Zentralstadion vor 100.000 Zuschauern beim 5:3-Erfolg gegen den SC Wismut Karl-Marx Stadt aufgelaufen und hatte dabei das „Jahrhunderttor“ von Fritz Walter in der 30. Minute mit der Hacke – waagrecht in der Luft liegend – live erlebt.
In der Saison 1960/61 zog Bauer mit seinen Mannschaftskollegen nach Erfolgen über SV Heide (4:2), Tasmania 1900 Berlin (2:1 n. V.) und mit einem 2:1 im Halbfinale bei den Sportfreunden 07 Hamborn – Bauer erzielte in der 81. Minute den 2:1-Siegtreffer – in das Finale um den DFB-Pokal am 13. September 1961 in Gelsenkirchen gegen den SV Werder Bremen ein. Mit 0:2 wurde das Endspiel verloren. Rechtzeitig zur Einführung der Bundesliga gelang 1962/63 noch einmal die Südwestmeisterschaft, an der Bauer mit 28 Ligaeinsätzen und sechs Toren unter Trainer Günter Brocker seinen Anteil hatte. Ab 1963 kam er auf sieben Bundesligaeinsätze und wechselte 1965 als Spielertrainer in die Schweiz zum SC Brühl St. Gallen.

### Statistik
| Liga (SKE)     | Spiele (Tore) |
| -------------- | ------------- |
| Bundesliga (I) | 07 0(0)       |
| Oberliga (I)   | 178 (49)      |
| Wettbewerb     |               |
| DFB-Pokal      | 04 0(1)       |
| DM-Endrunde    | 07 0(0)       |